# Història del dret

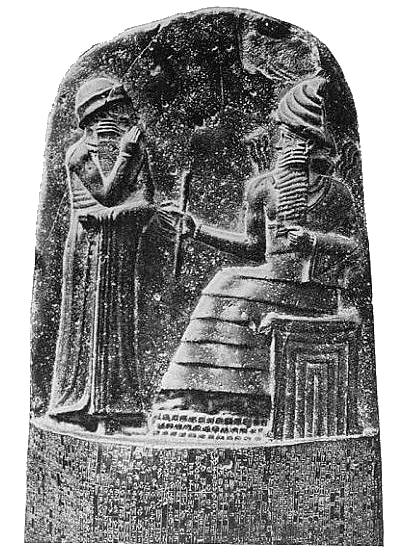
Shamash, el déu de la Justícia revela el Codi de lleis al rei Hammurabi.

La Història del Dret  és la disciplina històric-jurídica que analitza el conjunt de fets i processos històrics relacionats amb el conjunt de normes jurídiques, així com els usos socials «forts», és a dir, que tinguin relació amb el Dret.
La naturalesa pròpia de la història del dret com a disciplina, fa que hagi de situar-se entre dues grans branques del saber, com són la Història i el Dret. D'aquesta manera, s'ha arribat a afirmar que l'historiador del dret posseeix una doble ciutadania; és considerat bon historiador entre els juristes, i bon jurista entre els historiadors. D'aquesta manera, la història del dret ha tingut la necessitat d'elaborar una justificació que sustenti la seva pròpia existència, així com la seva independència de la resta de disciplines. Avui dia, cal destacar que la disciplina s'imparteix majoritàriament en les facultats de Dret.

## Història del Dret com a ciència
Perquè hi hagi ciència cal una esfera científica delimitada, i un mètode científic. Per estudiar aquesta assignatura cal fer un estudi de cada període històric.
Les fonts històric-jurídiques, en un principi, farien referència exclusiva a la llei. Tal atribució procedeix de la concepció racionalista assentada al segle xvii. No obstant això, al llarg dels dos segles següents, una sèrie de corrents científics europees inclourien dins de les fonts directes al costum, les sentències judicials i la doctrina jurídica.

### Objecte d'estudi
La Història del Dret s'ocupa de la Història de la formulació, aplicació i comentaris del Dret, i la història de les institucions socials regulades per ell. D'aquesta manera, s'integra la història del món del dret, obtinguda dels textos jurídics, i la història de les institucions, bé siguin públiques o privades.

#### Especificació material
Hi ha unanimitat a l'hora de precisar amb claredat l'àmbit material del que s'ocupa la història del dret. A priori es diu que la norma moral queda exclosa. Pel que fa als usos socials, existeix major desacord, tot i que la major part de la historiografia jurídica pren la seva base en la distinció realitzada per José Ortega y Gasset entre usos socials «forts» i «febles».
D'altra banda, també s'ha intentat establir la frontera de la norma jurídica en funció de la coactivitat. No obstant això, és un plantejament que no acaba de resoldre el problema, ja que exclouria de la Història del dret a camps jurídics tan evidents com el dret internacional pel fet de no existir una força coactiva vàlida capaç de restablir la juridicitat. D'altra banda, hi ha multitud de casos en què una norma coactiva no té de cap manera caràcter jurídic, com per exemple la norma que obliga a mantenir-se dins d'un cànon de bellesa, segurament.
La postura majoritària tracta de distingir el camp d'actuació de la història del dret dins de les normes la violació de les quals és perseguida pel grup social organitzat mitjançant coacció. Altres autors van més enllà, i aporten una sèrie de trets que consideren indiciaris per a l'existència de matèria jurídica. Així, es pot considerar que les conseqüències derivades de la infracció de la norma que incloguin una "conducta diferent i clara de l'infractor, modificacions en el rang jurídic-social o la satisfacció d'una pena" són, en principi, norma jurídica.

#### Especificació espacial
Tradicionalment, s'ha fet la distinció entre Història del Dret interna i externa. D'aquesta manera, l'objecte habitual de la història del dret de cada país sol ser el món jurídic d'àmbit nacional. No obstant això, també s'ha pretès realitzar una Història Universal del Dret. En aquest sentit, el primer intent sòlid d'elaborar una història supranacional del Dret va ser realitzat per Heinrich Mitteis el 1891, amb el seu  Dret imperial i popular a les províncies orientals de l'Imperi romà . Aquí es va intentar realitzar una història global del dret utilitzant fonts romanes, gregues, egípcies, així com en menor quantitat fonts de pobles orientals. Amb tot i això, cal assenyalar que l'obra de Mitteis no tindria un caràcter plenament universal, sinó que adoptaria una posició intermèdia, en la qual ampliava l'àmbit geogràfic a un nivell supranacional, però no arribava a abastar una Història global.
Cal assenyalar que, malgrat que en l'actualitat la Història del Dret Universal i el Dret comparat es troben diferenciats amb claredat, ja que aquest últim se centra en l'anàlisi de sistemes jurídics vigents, va haver un temps en què ambdues disciplines es confonien. Així, hem heretat de l'escola comparativa francesa el terme "analogies xocants" (analogies frappantes ), que feia referència a situacions jurídiques similars entre cultures i ordenaments extremadament distants entre si, tant cronològicament com espacialment.
Cal destacar que en l'actualitat, el desig d'elaborar una Història Universal del Dret planteja els mateixos problemes que els projectes d'elaborar una Història Universal general. Tot i això, els intents per elaborar una Història del Dret amb un caràcter cada vegada més supranacional s'han intensificat en els últims temps. A Europa, per exemple, s'està avançant ràpidament gràcies, entre altres coses, a la creació de càtedres d'Història del Dret europeu comparat, oa l'esforç realitzat per institucions de gran prestigi, com l' "Institut Max Planck d'Història del Dret Europeu" de Frankfurt, o el Centro di Studi per la Storia del Pensiero Giuridico Moderno de la Universitat de Florència.

#### Especificació cronològica
La periodificació, o agrupació dels diversos fets històrics per etapes, realitzada pels historiadors no pot extrapolar-se fil per randa al món jurídic, entre altres raons per les peculiars característiques que imposen la diferent evolució dels sistemes iusnormatius. D'aquesta manera, dins de la Història del dret, s'han delimitat tres mètodes d'anàlisi històrica:
- Mètode històric o cronològic: La seva anàlisi comença realitzant una separació dels fets històrics en diferents períodes i, prenent com a referència aquesta divisió, investiga els diferents ordenaments jurídics.
- Mètode sistemàtic: Estableix que ha de començar l'anàlisi partint d'una divisió de sistemes jurídics, per posteriorment situar el fet històric en l'etapa corresponent.
- Mètode mixt: Similar al mètode cronològic, encara que el seu estudi parteix de situar diferents etapes per a cada branca del saber jurídic, de manera que no se situa plenament dins de cap dels mètodes anteriors, sent així fruit d'un plantejament sincrètic.

#### Classificació
- Directes:
  - Llei
  - Costum (requereix efectes jurídics coneguts).
  - Sentències judicials.
  - Doctrina jurídica.

naturals i governamentals

#### Evolució de les fonts
Les fonts històrico-jurídiques, en un principi, farien referència exclusiva a la llei. Tal atribució procedeix de la concepció racionalista assentada al segle xvii. No obstant això, al llarg dels dos segles següents, una sèrie de corrents científics europeus inclourien dins de les fonts directes al costum, les sentències judicials i la doctrina jurídica.
El primer d'aquests corrents científics s'originaria en el cor de la tradició jurídica anglosaxona del segle xviii, amb membres tan importants com Edmund Burke, que inclouria conceptes tals com el "costum immemorial" ( immemorial custom ). Juntament amb la inclusió del costum, és també mèrit de l'escola anglosaxona el fet d'haver inclòs dins de les fonts primàries la sentència judicial, ja no només en el sistema del common law, sinó en menor intensitat, en la totalitat de les tradicions jurídiques occidentals.
D'altra banda, al llarg del segle xix, l'Escola Històrica alemanya desenvoluparà, amb Friedrich Karl von Savigny i Gustav von Hugo al capdavant, un plantejament nou sobre el món jurídic. Advocaran per enllaçar el món jurídic amb l'«esperit del poble» (Volksgeist), de manera que inclouen dins de l'anàlisi històrica les manifestacions culturals que puguin tenir rellevància per al dret. D'aquesta manera, els seus plantejaments suposarien la inclusió d'una nova categoria de fonts històriques indirectes.

## Desenvolupament històric del Dret
A continuació, es realitza una anàlisi de la Història del Dret seguint el mètode cronològic mixt, així com el mètode espacial nacional:

### Europa
- Roma :

## Obres i tractats de contingut legal
- Data indeterminada. Abans del 150aC. Dret romà.
  - Llista de lleis romanes.
- 654. Codi de Recesvint.[6]
- 1173. Usatges de Barcelona.
- c1234. Decretals de Gregori IX.[7]
- c1335. Llibre del Consolat de Mar
- 1609. Hugo de Groot. Mare liberum.[8]
- 1625. Hugo de Groot. De iure belli ac pacis: Libri tres.[9]
- 1704. Constitutions y altres drets de Cathalunya: compilats en virtut del Capitol de cort LXXXII. De las Corts per la S. C. y R. Majestat del Rey Don Philip IV. Nostre Senyor celebradas en la civtat de Barcelona any M.DCCII.[10]
- 1733.[11]
- 1844. A Collection of the Laws of the United States Relating to Revenue, Navigation and Commerce, and Light-houses, Etc.[12]